# سفيلين سيميونوف
سفيلين سيميونوف (بالبلغارية: Свилен Симеонов)‏ هو لاعب كرة قدم بلغاري في مركز حراسة المرمى، ولد في 8 أكتوبر 1974 في دوبريتش في بلغاريا. لعب مع نادي دوبرودزا دوبريتش ونادي سبارتاك فارنا ونادي كشله.